# Union Sportive Monastir (pallacanestro)
L'Union Sportive Monastirienne (in arabo: الاتحاد الرياضي المنستيري), comunemente nota come US Monastir, è un club di pallacanestro professionistico tunisino con sede a Monastir. Fondata nel 1923, la squadra gioca nel Championnat National A, la prima divisione del campionato tunisino, e ha vinto nove campionati nazionali. Il USMonastir ha anche partecipato a varie edizioni della Basketball Africa League (BAL), sin dalla stagione inaugurale del 2021. 
Nel 2022, il USMonastir ha conquistato il titolo della Basketball Africa League 2022, diventando la prima squadra tunisina a vincere la competizione.

## Storia
L’Union Sportive Monastirienne (USM), venne fondata nel 1923; il club inizialmente solamente come squadra di calcio ed era conosciuto con il nome di Ruspina Sports. Il club fu rinominato nel 1942, in Union Sportive Monastirienne,  per riflettere l’unione delle varie discipline sportive presenti a Monastir. La sezione di pallacanestro dell' US Monastir è stata fondata nel 1959, iniziando a prendere parte alla Championnat National A.
Il USMonastir ha vinto il suo primo titolo del Championnat National A al termine della stagione 1998 dopo aver sconfitto il Ezzahra Sports nella finale del campionato. Nella stagione 1999-2000, la squadra ha conquistato il suo primo double, vincendo sia il Championnat National A sia la Coppa di Tunisia. Il USMonastir ha battuto il Club Africain nella finale del campionato e l'Ezzahra nella finale di Coppa (66–61).
Nel 2012 è arrivata la vittoria del primo titolo internazionale per il USMonastir nella sua storia, grazie alla conquista del Maghreb Basketball Championship, dopo aver sconfitto l’ES Radès in finale.
Nel 2014, il USMonastir ha debuttato nella FIBA Africa Clubs Champions Cup, la principale competizione continentale africana per club. Nel 2017, il club si è classificato al terzo posto nel torneo continentale.
Nel 2019, il USMonastir ha vinto il suo quarto campionato tunisino battendo ancora l’ES Radès in finale. Nel 2020, l’US Monastir ha conquistato il suo quinto titolo nazionale, il secondo consecutivo, sconfiggendo ancora una volta l’ES Radès. Nel 2021, il Monastir ha superato l’Ezzahra Sports nella finale del campionato tunisino, aggiudicandosi così il suo sesto titolo, il terzo consecutivo.
Nel 2021, il USMonastir è stato una delle dodici squadre a partecipare alla nuova Basketball Africa League (BAL), qualificandosi come campione nazionale tunisino. Nella stagione inaugurale della lega, il Monastir ha raggiunto la finale, dove è stato sconfitto dallo Zamalek per 76-63, nonostante fosse considerato tra i favoriti della competizione. Tre giocatori del USMonastir (Omar Abada, Makrem Ben Romdhane e Wael Arakji) sono stati inseriti nel quintetto ideale All-BAL First Team.
Nella stagione successiva, 2021–22, il USMonastir ha vinto il double nazionale conquistando sia il titolo della Championnat National A sia la Coppa di Tunisia. Il 28 maggio 2022, il USMonastir ha vinto il suo primo titolo nella Basketball Africa League e il suo primo titolo continentale africano, sconfiggendo il Petro de Luanda nella finale della BAL 2022 per 83-72, diventando così la prima squadra tunisina a vincere la competizione. Il playmaker Michael Dixon è stato nominato MVP dell'edizione; Ater Majok e Radhouane Slimane sono stati inclusi nel quintetto ideale All-BAL First Team.
In rappresentanza del continente africano, il USMonastir ha partecipato all’edizione di Tenerife della Coppa Intercontinentale 2023, dove si è classificato al quarto posto dopo aver perso contro la squadra spagnola del CB Canarias e quella statunitense dei Rio Grande Valley Vipers.
Nella stagione BAL 2023, il USMonastir ha richiamato l’allenatore Miodrag Perišić tre giorni prima dell’inizio del torneo. Tuttavia, la squadra non è riuscita a qualificarsi per i playoff, chiudendo con un record di 3 vittorie e 2 sconfitte e classificandosi quinta a causa della classifica avulsa.
Il Monastir ha iniziato la stagione 2023-24 con Adel Tlatli come capo allenatore, ma ha assunto Mohamed Kardani nell’aprile 2024. La squadra nel Championnat National A arriva alle finali per il titolo, dove si impone per 3-2 nella serie sul Club African aggiudicandosi il nono titolo nazionale nella storia del club. Il USMonastir ha partecipato alla sua quarta stagione consecutiva nella BAL e, dopo una deludente prestazione nella stagione precedente, la squadra ha deciso di ingaggiato nuovamente gli ex giocatori Ater Majok e Chris Crawford per la stagione 2024. Il USMonastir è riuscita a raggiungere nuovamente i playoff, ma è stata eliminata ai quarti di finale dai Rivers Hoopers della Nigeria.

## Arena di gioco

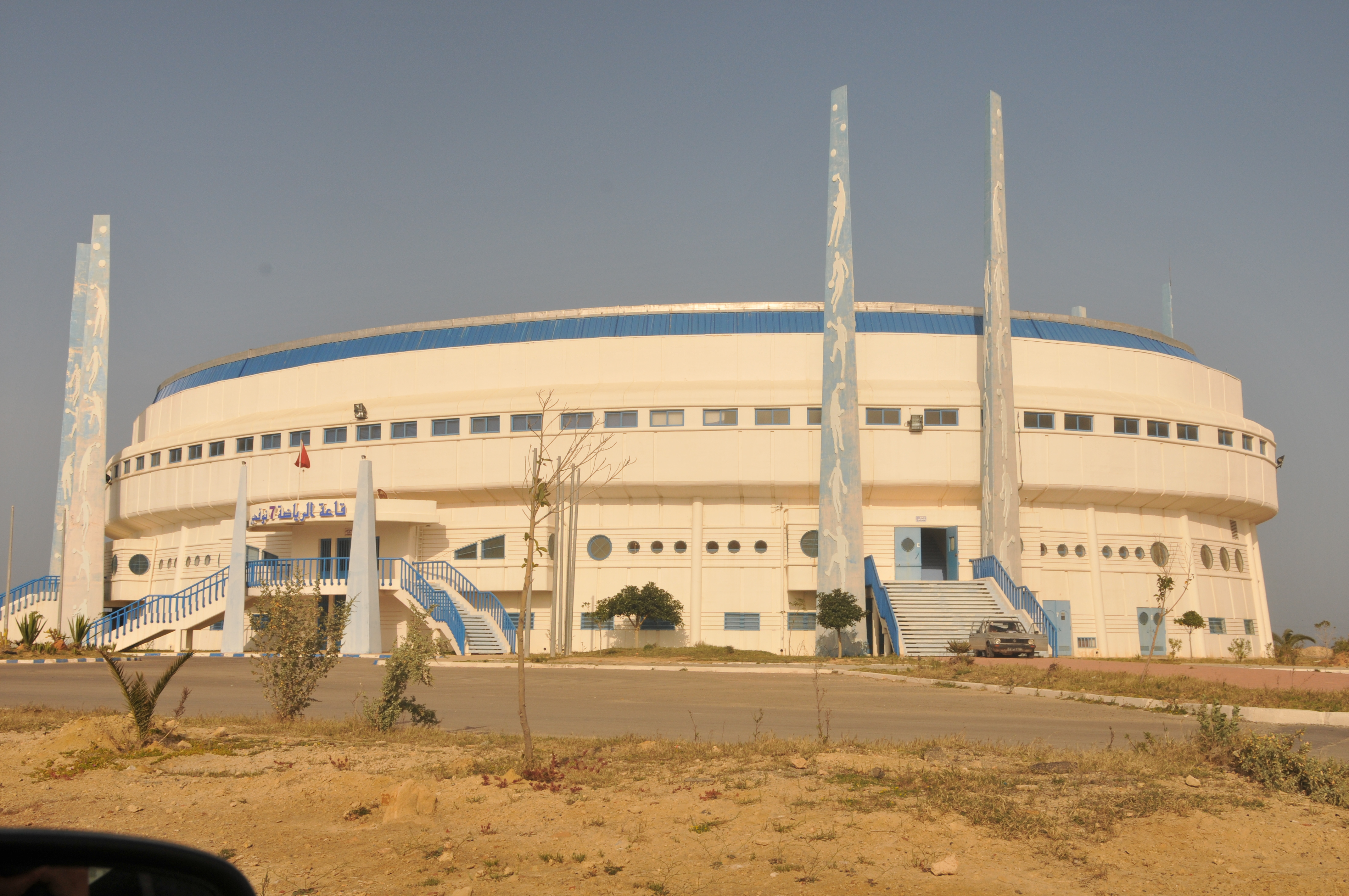
Il Mohamed-Mzali Sports Hall

Il USMonastir gioca le sue partite casalinghe presso la Mohamed-Mzali Sports Hall (in francese: Salle omnisports Mohamed-Mzali), o semplicemente Salle Mzali, è un'arena sportiva al coperto situata a Monastir, in Tunisia. L’impianto è di proprietà del comune di Monastir ed occasionalmente ospita anche incontri di pallavolo.
L’arena è stata inaugurata il 6 aprile 2006 ed ha una capienza massima di circa 5.000 spettatori. Tra il 2020 ed il 2021 ha subito dei lavori di ristrutturazione che hanno riguardato la pavimentazione ed il soffitto della struttura.

## Organico
Organico per la stagione 2024-2025
|    | Naz.                         | Ruolo | Sportivo                  | Anno | Alt. | Peso |  |
| -- | ---------------------------- | ----- | ------------------------- | ---- | ---- | ---- |  |
| 00 | Tunisia (bandiera)           | G     | Amrou Bouallegue          | 1995 | 192  | 77   |  |
| 0  | Nigeria (bandiera)           | PG    | Omotayo Jordan Ogundiran  | 1996 | 180  | 77   |  |
| 1  | Nigeria (bandiera)           | G     | Kelechi Austin Ajukwa     | 1996 | 201  | 93   |  |
| 2  | Tunisia (bandiera)           | G     | Achref Gannouni           | 1997 | 196  | 93   |  |
| 4  | Nigeria (bandiera)           | AP    | Michael Babatunde Balogun | 1991 | 188  | 82   |  |
| 7  | Tunisia (bandiera)           | G     | Oussama Marnaoui          | 1999 | 196  | 82   |  |
| 8  | Tunisia (bandiera)           | AG    | Fedi Gharbi               | 2004 | 203  |      |  |
| 10 | Stati Uniti (bandiera)       | G     | Patrick Hardy Jr          | 1998 | 191  | 84   |  |
| 11 | Tunisia (bandiera)           | C     | Mokhtar Ghyaza            | 1986 | 205  | 106  |  |
| 12 | Australia (bandiera)         | C     | Deng Acuoth               | 1996 | 211  | 90   |  |
| 17 | Trinidad e Tobago (bandiera) | C     | Jabari Narcis             | 1997 | 206  | 104  |  |
| 20 | Tunisia (bandiera)           | G     | Mehdi Sayeh               | 1986 | 182  | 76   |  |
| 23 | Tunisia (bandiera)           | AG    | Firas Lahyani             | 1991 | 203  |      |  |
| 31 | Tunisia (bandiera)           | G     | Bechir Ben Yahia          | 1998 | 205  |      |  |
| 33 | Nigeria (bandiera)           | AG    | Christian Ifeanyi Anigwe  | 2000 | 206  | 98   |  |
| 45 | Tunisia (bandiera)           | AG    | Radhouane Slimane         | 1980 | 205  | 100  |  |

### Staff tecnico
| Ruolo           | Nome               |
| --------------- | ------------------ |
| Capo Allenatore | Mohamed El Kardani |
| Assistente      | M'hamed Gaddour    |

## Palmarès

### Competizioni nazionali
- Championnat National A

Campioni (9): 1997–98, 1999–2000, 2004–05, 2018–19, 2019–20, 2020–21, 2021–22, 2022–23, 2023–24
Finalista (2):  2017–18,  2024-2025
- Tunisian Cup

Campioni (5): 2000, 2020, 2021, 2022, 2023
Finalista (10): 1992, 1998, 1999, 2001, 2005, 2015, 2016, 2017, 2019, 2024
- Tunisian Supercup

Campioni (1): 2024
Finalista (2): 2005, 2023
- Tunisian Federation Cup

Campioni (1): 2012

### Competizioni Internazionali
- Basketball Africa League

Campioni (1): 2022
Finalista (1): 2021
- FIBA Africa Clubs Champions Cup

Terzo posto (1): 2017
- Arab Club Basketball Championship

Terzo posto (1): 2019
- Maghreb Championship

Campioni (1): 2012
- Coppa Intercontinentale FIBA

Quarto posto (1): 2023

## Giocatori

### Giocatori celebri
Locali
- Omar Abada
- Makrem Ben Romdhane
- Radhouane Slimane
- Amrou Bouallegue
- Naim Dhifallah
- Marouan Laghnej
- Mourad el-Mabrouk
- Omar Mouhli
- Amine Maghrebi
- Mohamed Rassil
- Oussama Marnaoui
- Marouan Kechrid
- Youssef Gaddour
- Mohamed Abbassi
- Mohamed Hdidane
- Ziyed Chennoufi
- Michael Roll

Import
- Wael Arakji
- Tom Wamukota
- Walter Hodge
- Ater Majok
- Souleyman Diabaté
- Giorgi Tsintsadze
- Chris Crawford
- Michael Dixon
- Julius Coles Jr.
- Jerome Randle
- Doron Lamb
- Emmanuel Quezada
- Dustin Salisbery
- Evariste Shonganya
- Nemanja Marin
- Danilo Mitrovic
- James Justice Jr.
- DeAndre Rice

### Premi Individuali BAL
BAL Most Valuable Player
- Michael Dixon – 2022

BAL Defensive Player of the Year
- Ater Majok – 2022

BAL Sportsmanship Award
- Makrem Ben Romdhane – 2021

All-BAL First Team
- Omar Abada – 2021
- Wael Arakji – 2021
- Makrem Ben Romdhane – 2021
- Radhouane Slimane – 2022
- Ater Majok – 2022
- Chris Crawford – 2024

BAL All-Defensive Team
- Ater Majok – 2022

BAL All-Defensive Second Team
- Ater Majok – 2024

## Allenatori
- Adel Tlatli (1991-1993)
- Adel Tlatli (1994-1995)
- Walid Gharbi (2007-2008)
- Costel Cernat (2009-2010)
- Walid Gharbi
- Safouane Ferjani
- Monoom Aoun (2015-2016)
- George Ketselidis (2016-2017)
- Željko Zečević (2017-2018)
- Ridha Labidi (2018)
- Said El Bouzidi (2018-2019)
- Miodrag Perišić (2019-2020)

- Walid Zrida (2020)
- Safouane Ferjani (2020-2021)
- Mounir Ben Slimane (2021)
- Toni Vujanic (2021-2022)
- Miodrag Perišić (2022)
- Marouan Kechrid (2022)
- Linos Gavriel (2022)
- Miodrag Perišić (2023)
- Miloš Gligorijević (2023)
- Adel Tlatli (2023-2024)
- Mohamed El Kardani (2024-in carica)